# Leucauge margaritata
Leucauge margaritata là một loài nhện trong họ Tetragnathidae.
Loài này thuộc chi Leucauge. Leucauge margaritata được miêu tả năm 1899 bởi Thorell.